# Kozet
Kozet (del ruso: Козет) es un aúl del raión de Tajtamukái, en la república de Adiguesia, en Rusia. Está situado en la orilla izquierda del río Kubán, 8.5 km al norte de Tajtamukái y 98 km al noroeste de Maikop, la capital de la república y frente a Krasnodar, capital del vecino krai. Tenía 1 766 habitantes en 2010
Pertenece al municipio homónimo.

## Historia
El aul fue fundado en 1796.